# Rooie Dop Double Oatmeal Stout
Rooie Dop Double Oatmeal Stout was een Nederlands bier van hoge gisting.
Het bier werd gebrouwen voor Brouwerij Rooie Dop in Brouwerij De Molen te Bodegraven. 
Het was een zwart bier, type Imperial stout met een alcoholpercentage van 9,6%.
Het eerste brouwsel dateert van 2012.
Zoals alle bieren van de brouwerij droegen de flesjes een rode kroonkurk, vandaar ook de naam "Rooie Dop". "Oatmeal" betekent havermout en verwijst naar een belangrijk ingrediënt van het bier.
Ook bestond er een variant die op Bourbon-vaten is gerijpt.
Het bier was internationaal verkrijgbaar.
Eind 2015 gingen Brouwerij Rooie Dop en Brouwerij Ruig samen verder onder de naam Oproer Brouwerij.